# Specklinia exesilabia
Specklinia exesilabia är en orkidéart som först beskrevs av Alfonse Henry Heller och Alex Drum Hawkes, och fick sitt nu gällande namn av Alec M. Pridgeon och Mark W. Chase. Specklinia exesilabia ingår i släktet Specklinia och familjen orkidéer. Inga underarter finns listade i Catalogue of Life.